# Marco Vitale
Marco Vitale (Gaeta, 4 agosto 1981) è un arciere italiano, vicecampione paralimpico nel singolo e bronzo a squadre ai Giochi paralimpici estivi del 2008.